# Сейду Думбія
Сейду́ Думбія́ (фр. Seydou Doumbia; нар. 31 грудня 1987 року, Абіджан, Кот-д'Івуар) — івуарійський футболіст. Нападник збірної Кот-д'Івуару.

## Клубна кар'єра
1 лютого 2016 року «Ньюкасл» орендував івуарійця до кінця сезону з правом подальшого викупу, але згодом був віданий в оренду до швейцарського клубу «Базель».

## Досягнення

### Командні
- Чемпіон Росії (2):

ЦСКА (Москва): 2012–13, 2013–14
- Володар Кубка Росії (2):

ЦСКА (Москва): 2010–11, 2012–13
- Володар Суперкубка Росії (2):

ЦСКА (Москва): 2013, 2014
- Чемпіон Швейцарії (1):

«Базель»: 2016–17
- Володар Кубка Швейцарії (1):

«Базель»: 2016-17
- Володар Кубка португальської ліги (1):

«Спортінг»: 2017–18
- Чемпіон Мальти (1):

«Хамрун Спартанс»: 2020–21
- Переможець Кубка африканських націй (1):

Збірна Кот-д'Івуару: 2015
- Срібний призер Кубка африканських націй: 2012

### Особисті
Найкращий бомбардир чемпіонату Швейцарії — 2009, 2010, 2017.